# Europarlamentari della Bulgaria della VII legislatura
Gli europarlamentari della Bulgaria della VII legislatura, eletti in occasione delle elezioni europee del 2009, sono stati i seguenti.

## Composizione storica
| Europarlamentare  | Lista                                                   | Gruppo |
| ----------------- | ------------------------------------------------------- | ------ |
| Slavčo Binev      | Unione Nazionale Attacco                                | NI     |
| Filiz Hjusmenova  | Movimento per i Diritti e le Libertà                    | ALDE   |
| Stanimir Ilčev    | Movimento Nazionale per la Stabilità e il Progresso     | ALDE   |
| Iliana Ivanova    | Cittadini per lo Sviluppo Europeo della Bulgaria        | PPE    |
| Iliana Jotova     | Coalizione per la Bulgaria (Partito Socialista Bulgaro) | S&D    |
| Ivajlo Kalfin     | Coalizione per la Bulgaria (Partito Socialista Bulgaro) | S&D    |
| Metin Kazak       | Movimento per i Diritti e le Libertà                    | ALDE   |
| Evgeni Kirilov    | Coalizione per la Bulgaria (Partito Socialista Bulgaro) | S&D    |
| Nadežda Mihajlova | Coalizione Blu (Unione delle Forze Democratiche)        | PPE    |
| Marija Nedelčeva  | Cittadini per lo Sviluppo Europeo della Bulgaria        | PPE    |
| Vladko Panajotov  | Movimento per i Diritti e le Libertà                    | ALDE   |
| Antonia Parvanova | Movimento Nazionale per la Stabilità e il Progresso     | ALDE   |
| Dimitǎr Stojanov  | Unione Nazionale Attacco                                | NI     |
| Emil Stojanov     | Cittadini per lo Sviluppo Europeo della Bulgaria        | PPE    |
| Vladimir Uručev   | Cittadini per lo Sviluppo Europeo della Bulgaria        | PPE    |
| Kristian Vigenin  | Coalizione per la Bulgaria (Partito Socialista Bulgaro) | S&D    |
| Rumjana Želeva    | Cittadini per lo Sviluppo Europeo della Bulgaria        | PPE    |

## Modifiche intervenute

### Cittadini per lo Sviluppo Europeo della Bulgaria
- In data 24.08.2009 a Rumjana Želeva subentra Andrej Kovačev.
- In data 06.12.2012 a Emil Stojanov subentra Monika Panayotova.
- In data 01.01.2013 a Iliana Ivanova subentra Preslav Borissov.

### Coalizione per la Bulgaria
- In data 07.06.2013 a Kristian Vigenin subentra Marusya Lyubcheva.

### Europarlamentari eletti per effetto dell'attribuzione di seggi ulteriori
- In data 01.12.2011 è proclamato eletto Svetoslav Hrisotv Malinov (Coalizione Blu/Democratici per una Bulgaria Forte, Gruppo PPE).